# Martin Lindner
Frank Martin Lindner (* 22. März 1964 in Grünwald, Landkreis München) ist ein deutscher Jurist und Politiker (FDP, CDU). Von 2011 bis 2013 war er stellvertretender Vorsitzender der FDP-Fraktion im Deutschen Bundestag.

## Leben
Nach dem Abitur leistete Martin Lindner  zunächst den Wehrdienst bei der Luftwaffe (letzter Dienstgrad: Oberstleutnant der Reserve) ab und machte anschließend eine Ausbildung zum Industriekaufmann (Stammhauslehre bei Siemens). Danach absolvierte er ein Studium der Rechtswissenschaft an der Ludwig-Maximilians-Universität München, das er 1993 mit dem ersten juristischen Staatsexamen beendete. Nach Ableistung des Referendariats bestand er 1995 auch die Große juristische Staatsprüfung. Seit 1996 ist er als selbständiger Rechtsanwalt in Berlin tätig.
1999 erfolgte seine Promotion bei Armin Steinkamm an der Universität der Bundeswehr München mit der Dissertation Rechtsverhältnisse wehrdienstleistender Reservisten in der Europäischen Union zum Dr. rer. pol.
Martin Lindner ist katholisch und nach seiner Scheidung im Sommer 2007 in zweiter Ehe verheiratet. Er hat zwei Söhne aus der ersten Ehe und eine Tochter aus der zweiten Ehe. Seine Frau brachte aus ihrer ersten Ehe drei weitere Kinder mit.
Er ist Mitglied der Deutsch-Israelischen Gesellschaft und im Wirtschaftsrat von Hertha BSC.

## Parteien
Von 1998 bis 2020 war Lindner Mitglied der FDP. Von 2005 bis 2009 gehörte er dem FDP-Bundesvorstand an. Er war bis März 2009 stellvertretender Sprecher der Konferenz der Vorsitzenden der FDP-Fraktionen in den Landtagen, dem Deutschen Bundestag und dem Europaparlament, stellvertretender Vorsitzender der FDP-Medienkommission und Vorsitzender der AG Medien der FDP-Fraktionsvorsitzendenkonferenz. Lindner war Mitglied im Schaumburger Kreis, einem Zusammenschluss des liberal-konservativen Wirtschaftsflügels in der FDP.
Auf dem Landesparteitag der Berliner FDP wurde Lindner am 25. März 2006 als Spitzenkandidat der FDP für die Abgeordnetenhauswahl im September 2006 nominiert, bei der die FDP 7,6 % der Stimmen erzielte. Im November 2007 gab Lindner öffentlich bekannt, auf dem Landesparteitag der FDP Berlin am 11. April 2008 gegen den Amtsinhaber, den Bundestagsabgeordneten Markus Löning, als Landesvorsitzender kandidieren zu wollen. Lindner unterlag mit 163 Stimmen, Löning siegte mit 180 Stimmen. Am 28. März 2009 gewann dann aber Lindner gegen Löning die Spitzenkandidatur der Berliner FDP für den Bundestag mit 214 zu 133 Stimmen.
Am 2. März 2012 wurde Martin Lindner zum Landesvorsitzenden der Berliner FDP gewählt. Auf dem 64. Ordentlichen Bundesparteitag am 9./10. März 2013 wurde er zudem in den FDP-Bundesvorstand gewählt. Am 14. März 2014 stellte er sich erneut zur Wahl als Landesvorsitzender der FDP Berlin und unterlag in einer Kampfabstimmung Alexandra Thein.
Am 30. September 2020 verließ Lindner die FDP und trat wenig später in die CDU ein.

## Abgeordneter
Mit dem Wiedereinzug der FDP wurde Lindner im Jahr 2001 Mitglied des Abgeordnetenhauses von Berlin. Dort war er von November 2001 bis Februar 2002 stellvertretender Vorsitzender der FDP-Fraktion im Abgeordnetenhaus, bevor er 2002 zum Vorsitzenden gewählt wurde. Dieses Amt hatte er bis März 2009 inne. Lindner war außerdem medienpolitischer Sprecher der Abgeordnetenhausfraktion. Sein Nachfolger als Fraktionsvorsitzender war Christoph Meyer.
Bei der Bundestagswahl 2009 wurde er als Spitzenkandidat auf der FDP-Landesliste in den Deutschen Bundestag gewählt. Er wurde von der FDP-Bundestagsfraktion zum technologiepolitischen Sprecher gewählt, in dessen Funktion er auch für Außenwirtschaft zuständig war. Sein erklärtes Ziel war es, den Technologieunternehmen die Markteinführung ihrer Produkte und den Export zu erleichtern. Seit Mai 2011 war er zudem wirtschaftspolitischer Sprecher der FDP-Bundestagsfraktion. Am 10. Mai 2011 wurde Lindner zum stellvertretenden Fraktionsvorsitzenden gewählt.
Lindner war ständiges Mitglied im Ausschuss für Wirtschaft und Technologie und stellvertretendes Mitglied im Petitionsausschuss und im Innenausschuss. Im Januar 2010 hielt Lindner seine Jungfernrede im Deutschen Bundestag. Als Wirtschaftsexperte verteidigte und begründete er hierbei die Umsatzsteuersenkung für Hotellerieleistungen als Notwendigkeit zur Beseitigung von Wettbewerbsnachteilen und zur Stärkung von Investitionen in dieser Branche. Im April 2010 erhielt der FDP-Abgeordnete eine Rüge des Bundestagspräsidenten für einen verbalen Angriff gegen Gregor Gysi. Lindner entgegnete auf dessen Feststellung, dass heimkehrende Soldaten mehr Psychiater bräuchten: „Sie [Gysi] brauchen auch einen.“ Dies wurde von Norbert Lammert „ausdrücklich als unparlamentarisch“ kritisiert.
Am 15. März 2013 stellte die Berliner FDP Lindner erneut als Spitzenkandidaten für die Bundestagswahl 2013 auf. Die Partei scheiterte jedoch an der Fünf-Prozent-Hürde.
Am 24. November 2018 wurde Lindner auf der Landesdelegiertenversammlung der FDP Brandenburg in Potsdam zum brandenburgischen Spitzenkandidaten für die Europawahl 2019 gewählt. Bei der Listenaufstellung auf dem Europaparteitag der FDP am 27. Januar 2019 entschlossen sich allerdings die ostdeutschen Landesverbände mit Robert-Martin Montag einen gemeinsamen „Ost-Spitzenkandidaten“ aufzustellen.  Lindner verlor zunächst eine Kampfkandidatur gegen Montag und wurde anschließend auf den aussichtslosen Listenplatz 21 gewählt. Er trat eine Woche später von seiner Kandidatur zurück.

## Positionen
Als Diskussionspartner ist Lindner für seine direkte Art und häufig sehr deutliche Wortwahl bekannt. In der Sendung Menschen bei Maischberger vom 28. September 2010 erklärte Lindner etwa: „Wir haben zu lange Ferien, wir haben zu lange Schulferien.“ Bei Anne Will am 7. November 2010 forderte Lindner eine größere Offenheit der Gesellschaft und der Politik gegenüber neuen Technologien und kritisierte die angebliche Haltung grüner Politiker.
Im Dezember 2008 erreichte Lindner bundesweite Medienpräsenz im Zusammenhang mit der Forderung des baden-württembergischen CDU-Politikers Thomas Volk, ein „Sitzrecht“ für Kirchensteuerzahler in Weihnachtsgottesdiensten zu gewähren. Der Vorschlag wurde auch von kirchlicher Seite kritisiert, da er dem Wesen des Weihnachtsfestes widerspricht. Martin Lindner hingegen hatte gefordert, Gemeindemitgliedern z. B. über Platzkarten vorrangiges Platzrecht einzuräumen.
Im Rahmen der Debatte um Hartz IV plädiert Lindner für die Erhöhung von Hinzuverdienstmöglichkeiten zur Schaffung von Anreizen für Grundsicherungsempfänger, um einen Wiedereintritt in den Arbeitsmarkt zu fördern. Des Weiteren tritt Lindner strikt für die Senkung der Regelsätze ein, sofern Angebote für Arbeit nicht angenommen werden. Schon vor der aktuellen Debatte forderte Lindner als Fraktionsvorsitzender der FDP im Abgeordnetenhaus Berlin eine Kürzung der Sozialleistungen um 30 %, sofern arbeitsfähige Sozialleistungsempfänger angebotene Tätigkeiten ablehnen. Er schlägt hierfür gemeinnützige Tätigkeiten vor, beispielsweise die Reinigung von Parks. Ausnahmen hiervon seien unter anderem bei älteren Menschen und Alleinerziehenden zu machen. Die FDP-Fraktion sprach sich später jedoch dagegen aus. So widersprach der arbeitsmarktpolitische Sprecher der FDP-Bundestagsfraktion Johannes Vogel dem Vorschlag Lindners und erklärte eine Kürzung würde nicht zur Debatte stehen und der stellvertretende Vorsitzende der FDP-Bundestagsfraktion Heinrich Kolb erklärte, Anregungen dieser Art entsprechen nicht der Fraktionsmeinung.
In der Debatte um die Einführung eines Mindestlohns spricht sich Lindner für einen branchenbezogenen und regionenspezifischen Mindestlohn und gegen eine bundesweit allgemein verbindliche, politisch festgesetzte Lohnuntergrenze aus. Die Höhe des jeweiligen Mindestlohns solle gemeinsam mit den Landesarbeitsministern aus Tarifverträgen erarbeitet werden.
Lindner tritt für die Entkriminalisierung weicher Drogen wie Cannabis ein. Er erlangte mediale Aufmerksamkeit durch das Probieren eines vermeintlichen Joints in der TV-Sendung Stuckrad-Barre.
In der Debatte um die Luftverkehrsanbindung Berlins und die Fertigstellung des Flughafens Berlin Brandenburg vertrat Lindner die Auffassung, der Flughafen Berlin-Tegel hätte zumindest übergangsweise für zwei bis fünf Jahre parallel als Verkehrsflughafen offengehalten werden müssen. Zur rechtlichen Beurteilung einer möglichen Verlängerung des Flugbetriebes in Tegel beauftragte er gemeinsam mit weiteren FDP-Bundestagsabgeordneten den Wissenschaftlichen Dienst des Bundestages. Im Ergebnis hänge ein Weiterbetrieb von Tegel vom politischen Willen ab.

## Kritik
Im Jahr 2004 verglich Lindner einen Abgeordneten der PDS mit Roland Freisler und wurde daraufhin von allen anderen Fraktionen zur Entschuldigung aufgefordert.
In der Bundestagsdebatte über den Jahreswirtschaftsbericht 2013 der Bundesregierung am 17. Januar 2013 sagte Lindner: „Es gibt in Deutschland eine Zunahme an Armutsberichten, aber keine Zunahme an Armut.“ In seinem Buch „Das Hohe Haus“ bezeichnete Roger Willemsen diese Anmerkung und den anschließenden Beifall der FDP-Fraktion und von Teilen der CDU/CSU-Fraktion als ein Beispiel für ein Denken, das nur als „Verachtung der Wirklichkeit armer Menschen verstanden werden kann“.